# Cerro del Chiquihuite
El cerro del Chiquihuite forma parte de la sierra de Guadalupe y está localizado en el norte del Valle de México. Esta limitado del lado poniente por la alcaldía Gustavo A. Madero de la Ciudad de México y del lado oriente por el municipio de Tlalnepantla de Baz en el Estado de México. Tiene una altura de 2730 m s. n. m. Geológicamente, se trata de un domo volcánico de carácter exógeno, constituido por rocas dacíticas dispuestas en unidades de flujo con espesores variables, muy intemperizadas, fuertemente fracturadas y afalladas. También contaba con algunos ojos de agua y manantiales, los cuales se han ido secando al paso de los años. Por ejemplo, en la colonia Lázaro Cárdenas ya sólo queda el más grande de estos ojos de agua, conocido por los habitantes como «El Pocito». Ahí los vecinos de la zona pueden hacer uso de los lavaderos que se instalaron para uso común. En sus laderas existen asentamientos humanos, de los cuales en septiembre de 2021, se registró un desgajamiento en la colonia Lázaro Cárdenas, ubicada en Tlalnepantla de Baz, Estado de México.
Fue utilizado como lugar de rodaje para la película mexicana Lolo, de 1993. En 2023, se le hicieron tomas para ser mostradas en la película Saw X, como un lugar característico de México.

## Uso
Es interesante mencionar que durante el siglo XV este cerro se encontraba a las orillas del lago de Texcoco, a una distancia de entre 9 y 12 km de la isla de Tenochtitlán y su cualidad es que estaba constituido principalmente de una piedra llamada andesita de lamprobolita, una roca ígnea extrusiva de tonos rosáceos y violáceos, y una de las mayores bondades de esta roca es su pseudoestratificación en capas de espesor variable. Dicha cualidad permite obtener cortes planos con gran facilidad para obtener y elaborar magníficas lozetas para pisos, piedras esquineras y sillares de recubrimiento. Los pueblos de la cuenca de México la conocían por el apelativo específico de Tenayocátetl (Piedra de Tenayuca), y esta fue usada en la construcción del Templo Mayor. 
Estaciones de televisión
XHHCU-TDT Canal 18 TDT (Canal del Congreso)
XHCDM-TDT Canal 21 TDT (Capital 21)
XEIMT-TDT Canal 23 TDT (Secretaría de Cultura)
XHIMT-TDT Canal 24 TDT (TV Azteca)
XHDF-TDT Canal 25 TDT (TV Azteca)
XHTVM-TDT Canal 26 TDT (TV Azteca)
XHTRES-TDT Canal 27 TDT (Grupo Imagen)
XHCTMX-TDT Canal 29 TDT (Grupo Imagen)
XHSPR-TDT Canal 30 TDT (Sistema Público de Radiodifusión del Estado Mexicano)
XEIPN-TDT Canal 33 TDT (Instituto Politécnico Nacional)
Estaciones de radio

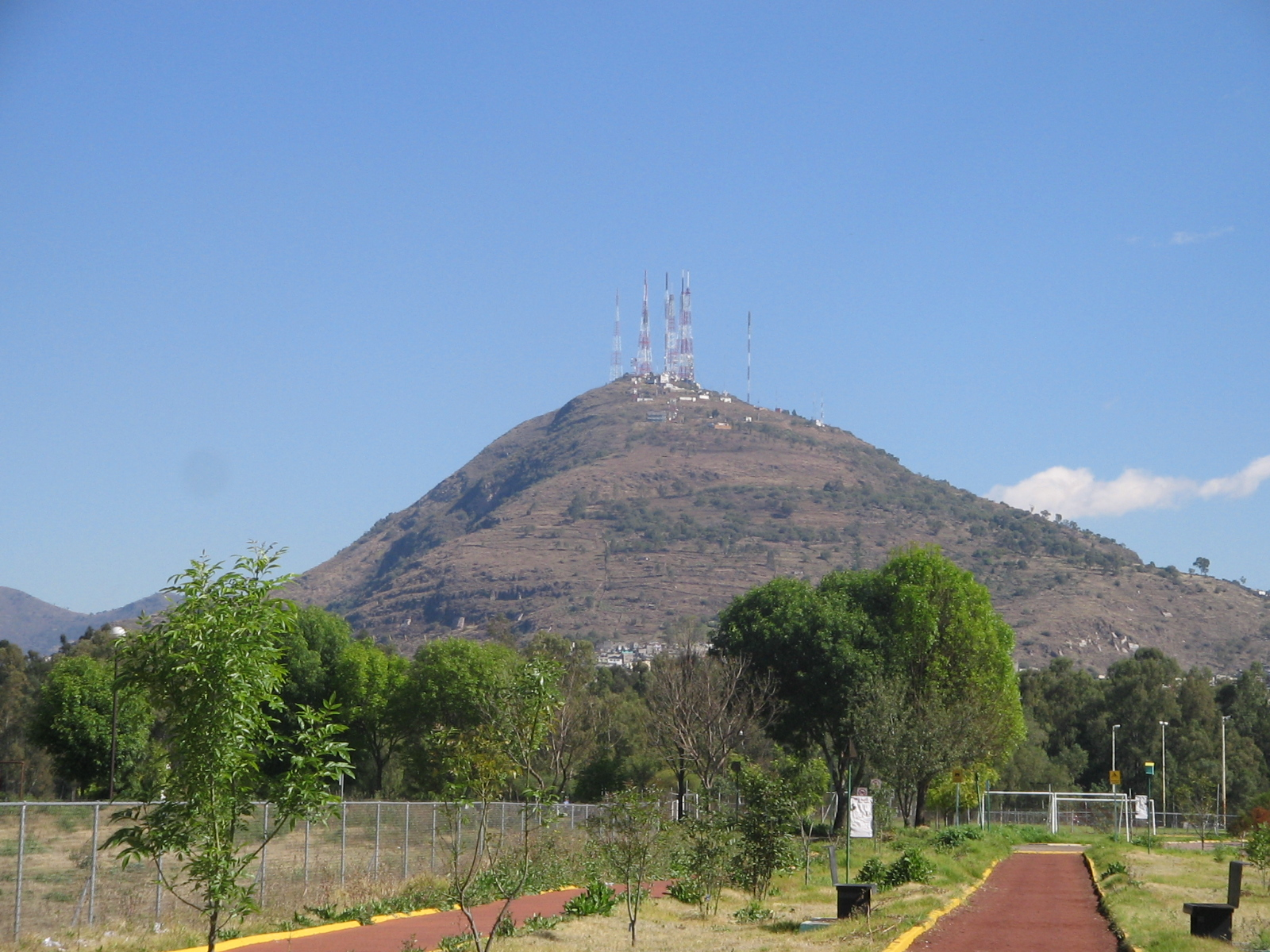
Cerro del Chiquihuite visto desde la Unidad Profesional «Adolfo López Mateos» del IPN.

XHRED-FM 88.1 MHz (Grupo Radio Centro)
XHFAJ-FM 91.3 MHz (Grupo Radio Centro)
XEJP-FM 93.7 MHz (Grupo Radio Centro)
XHIMER-FM 94.5 MHz (Instituto Mexicano de la Radio)
XERC-FM 97.7 MHz (MVS Radio)
XHMM-FM 100.1 MHz (NRM Comunicaciones)
XHMVS-FM 102.5 MHz (MVS Radio)
XHEXA-FM 104.9 MHz (MVS Radio)
XHOF-FM 105.7 MHz (Instituto Mexicano de la Radio)
XEQR-FM 107.3 MHz (Grupo Radio Centro)
XHIMR-FM 107.9 MHz (Instituto Mexicano de la Radio)
Además del sistema MMDS con el nombre comercial conocido como MASTV (México) de MVS Comunicaciones, y redes de Iusacell y Telcel. También existen varios transmisores de microondas, radioaficionados y otros servicios de telecomunicaciones.

## Ubicación de colonias

### Ciudad de México

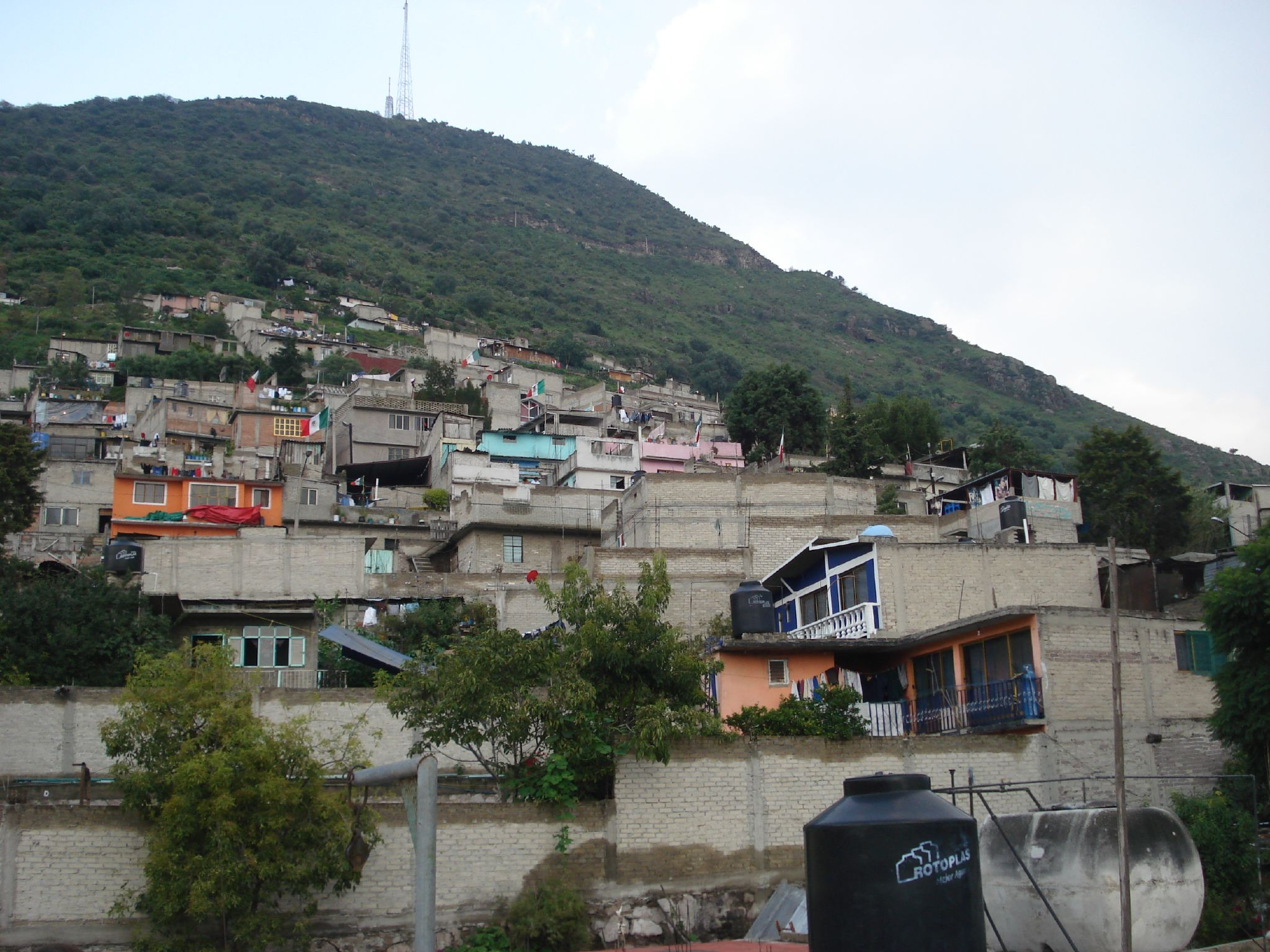
Viviendas en las faldas del Cerro del Chiquihuite.

Las colonias sobre el cerro localizadas en territorio de la Delegación Gustavo A Madero, en la Ciudad de México, son las siguientes:
- Barrio San Juan Ticomán, se encuentra al sureste del cerro
- Barrio La Candelaria Ticomán, al sur del cerro
- La Pastora, al suroeste del cerro
- Benito Juárez, al oeste del cerro más al sur del Arbolillo
- El Arbolillo, al oeste
- Ampliación Benito Juárez, al oeste
- Castillo el Grande, se encuentra al oeste del cerro
- Cuautepec de Madero, se encuentra al oeste-noroeste
- Cuautepec del Carmen, al noroeste
- Castillo el Chico, al noroeste
- Ahuehuetes, al noroeste
- Tlalpexco, al norte

### Estado de México
Las colonias sobre el cerro localizadas en territorio del municipio de Tlalnepantla de Baz (porción Oriente), en el Estado de México, son las siguientes:
- Lázaro Cárdenas (La Presa), al oriente. (Una de las colonias con mayor población en Latinoamérica). Se encuentra colindando hacia el sur, a escasos minutos, con la Ciudad de México (antes Distrito Federal) y su alcaldía Gustavo A. Madero  y asimismo colinda hacia el sureste con la colonia San Juan Ixhuatepec, hacia el noreste con las colonias Residencial El Copal, San Isidro Ixhuatepec, Dr. Jorge Jiménez Cantú y Caracoles. Es considerada la colonia más grande, ya que está dividida en tres secciones. Contando con los servicios de Cruz Roja, tres centros de salud correspondientes a cada sección, denominados como Lázaro Cárdenas 1, 2 y 3 respectivamente. Cuenta con tres mercados municipales, tres módulos de policía, servicio de taxis y tres rutas de microbuses con destinos Indios Verdes, La Villa- Basílica y Deportivo 18 de Marzo y dos rutas de "combis" o camionetas tipo urban que sirven como colectivos, además se encuentra la bodega Aurrera Chiquihuite o La Presa. En cuanto a servicios educativos en la educación básica cuenta varias escuelas de preescolar y primaria, entre públicas y privadas, dos secundarias, siendo una técnica y otra federal; en el nivel medio superior se encuentra ubicado el Conalep Tlalnepantla II y la Escuela Preparatoria Oficial del Estado de México Núm. 97, mientras que en el nivel superior se cuenta con el Campus Oriente del Instituto Tecnológico de Tlalnepantla (ITTLA). Una de sus atracciones es el bioparque Acoatl, el cual actualmente se encuentra cerrado por remodelaciones.

## Desgajamiento de 2021

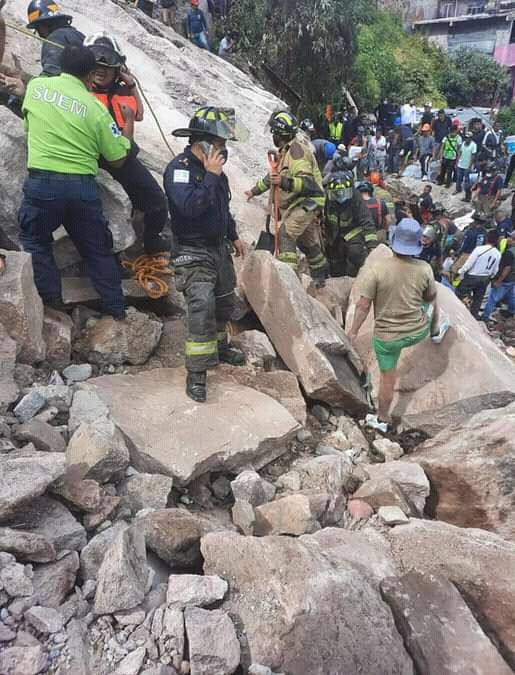
Bomberos y equipos de rescate después del desgajamiento.

El 10 de septiembre de 2021, un desgajamiento se presentó en la colonia Lázaro Cárdenas ubicada en Tlalnepantla, Estado de México. Al menos 10 casas fueron sepultadas en el derrumbe. Un total de 10 personas; 6 adultos y cuatro menores, fueron reportados como desaparecidos, así como una persona fallecida. El presidente municipal de Tlalnepantla, Raciel Pérez Cruz, pidió a los habitantes de la zona evacuar toda la calle donde ocurrió el desastre, esto para poder garantizar su seguridad ante posibles riesgos por otros deslaves que pudiesen ocurrir. Para las personas afectadas tras la evacuación, se hicieron albergues. Una persona fue rescatada con vida pero con lesiones, la cual fue identificada como Jessica de 28 años y hermana de la persona que fue encontrada sin vida de nombre Mariana Martínez Rodríguez, una joven estudiante de 21 años.
El 11 de septiembre, el subsecretario de Gobierno del Estado de México, Ricardo de la Cruz Musalem, aclaró que solamente había tres personas desaparecidas tras el derrumbe, identificadas como Paola Daniela Campos de 22 años, madre de Jorge Dilan Mendoza Campos de 5 años y Mia Mayrín de 3 años. El cadáver de Mia fue hallado entre los escombros por los equipos de rescate el 14 septiembre y fue sepultada en el panteón municipal de Lázaro Cárdenas el día 16, con su mamá y hermano aún continuando desaparecidos. El mismo día, fue dada de alta la sobreviviente rescatada, quien estuvo hospitalizada durante seis días en el Hospital General Maximiliano Ruiz Castañeda. El 21 de septiembre, fueron hallados los cadáveres de Paola y Dilan y ambos serían sepultados el día 23 en el mismo cementerio que Mia.